# Fauzal Mubaraq
Fauzal Mubaraq là một cầu thủ bóng đá người Indonesia thi đấu cho Bhayangkara ở Indonesia Super League ở vị trí thủ môn. Anh có chiều cao 180 cm.

## Danh hiệu

### Câu lạc bộ
Sriwijaya
- Indonesian Community Shield (1): 2010
- Indonesian Inter Island Cup (1): 2010

Bhayangkara
- Liga 1: 2017